# Marchandise diverse

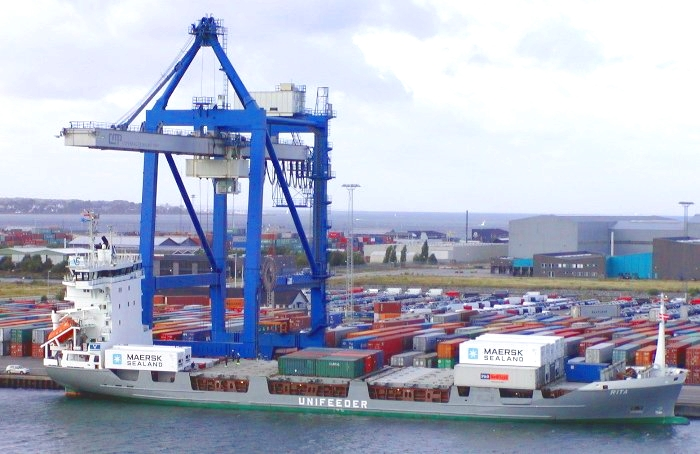
Porte-conteneurs à Copenhague

Dans le secteur du transport maritime, les marchandises diverses (general cargo en anglais) sont celles qui sont conditionnées (en palettes, caisses, cartons, conteneurs) ou arrimées.
Cette catégorie s’oppose de fait aux vracs, solides ou liquides.
Les navires transportant les marchandises diverses sont les cargos polyvalents.

## Sources
- Pratic Export, le fret maritime pratique, éditions SMECI